# Indyjska Organizacja Badań Kosmicznych

Logo ISRO

Indyjska Organizacja Badań Kosmicznych (Bhāratīya Antariksh Anusandhān Sangaṭn), ISRO (Isarō) – indyjska państwowa agencja kosmiczna. Jej siedziba mieści się w Bangalore, zatrudnia ok. 20 tysięcy pracowników, z budżetem ok. 65 mld rupii indyjskich (ok. 1,3 mld USD według kursu z października 2008 roku). Zadaniem ISRO jest rozwój technologii związanych z Kosmosem oraz ich wykorzystanie do rozwoju Indii. Poza wynoszeniem satelitów indyjskich, ISRO oferuje również innym krajom swoje usługi w zakresie wynoszenia ładunków na orbitę. Wykorzystywane są do tych celów rakiety nośne: PSLV (Polar Satellite Launch Vehicle) do wynoszenia na orbity polarne oraz GSLV (Geosynchronous Satellite Launch Vehicle) do wynoszenia na orbity geostacjonarne.

## Historia badań kosmosu w Indiach
Indyjskie doświadczenia w zakresie technik rakietowych sięgają czasów starożytnych. Rakiety były wykorzystane militarnie już w 1804 roku podczas wojny przeciwko Brytyjczykom, z inspiracji Williama Congreve, wynalazcy rakiet-poprzedników współczesnych rakiet artyleryjskich. Gdy w 1947 roku Indie wyzwoliły się spod brytyjskiego zwierzchnictwa, indyjscy naukowcy i politycy mieli świadomość potencjału tkwiącego w technikach rakietowych, zarówno w zastosowaniach militarnych, jak i badawczych.

### 1960–1970
Twórcą indyjskiego programu kosmicznego był Vikram Sarabhai, uważany za wizjonera nauki, jak i za bohatera narodowego. Po wysłaniu w 1957 roku przez ZSRR na orbitę wokółziemską sztucznego satelity Sputnik 1, uświadomił on sobie potencjał, jaki tkwił w sztucznych satelitach. Pierwszy indyjski premier, Jawaharlal Nehru, który w rozwoju naukowym widział ważną część przyszłości Indii, w 1961 roku podporządkował badania kosmiczne indyjskiemu Ministerstwu Energii Atomowej. Minister Homi Bhabha, twórca indyjskiego programu atomowego, utworzył w 1962 roku indyjski Narodowy Komitet ds. Badań Kosmicznych, którego przewodniczącym został właśnie Vikram Sarabhai.
Prace te kontynuował indyjski program Rohini, w ramach którego dokonywano startów rakiet sondażowych o większych rozmiarach i stopniu złożoności. Program kosmiczny został rozszerzony i umiejscowiony w odrębnym ministerstwie, oddzielonym od Ministerstwa Energii Atomowej. 15 sierpnia 1969 roku, z programu INCOSPAR realizowanego w ramach Ministerstwa Energii Atomowej utworzono Indyjską Organizację Badań Kosmicznych (ISRO), działającą pod Narodowym Komitetem ds. Badań Kosmicznych. Ostatecznie w czerwcu 1972 roku utworzono Ministerstwo ds. Kosmosu.

### 1970–1980
W latach 60. Sarabhai brał udział we wczesnych pracach studyjnych prowadzonych z NASA, dotyczących możliwości zastosowania sztucznych satelitów do bezpośrednich transmisji telewizyjnych. Dostrzegając korzyści z wykorzystania satelitów, ISRO przystąpiła do zaprojektowania i wyprodukowania własnych, niewielkich rakiet nośnych zdolnych do wynoszenia obiektów na orbitę Ziemi, celem zgromadzenia odpowiednich doświadczeń przed przystąpieniem do prac nad większymi rakietami nośnymi. Bazując na wcześniejszych indyjskich doświadczeniach z silnikami rakietowymi na stałe materiały pędne, ISRO zdecydowała o budowie rakiet Satellite Launch Vehicle (SLV) wraz z odpowiednią infrastrukturą. Wzorowano się na amerykańskich, czterostopniowych rakietach Scout.
Aryabhata – pierwszy indyjski sztuczny satelita
W pierwszym okresie Indie skoncentrowały się na praktycznych wykorzystaniach sztucznych satelitów, takich jak pomiary teledetekcyjne oraz łączność. Odłożono na razie załogowe programy kosmiczne czy automatyczne badania przestrzeni kosmicznej. Satelita Aryabhata został wyniesiony na orbitę w 1975 roku przez radziecką rakietę Kosmos 3M z kosmodromu Kapustin Jar.
SLV – pierwsza indyjska rakieta nośna
W 1979 roku Indie rakieta SLV była gotowa do startu z nowego indyjskiego kosmodromu Satish Dhawan. Pierwsza próba startu w 1979 roku zakończyła się jednak porażką z powodu awarii drugiego stopnia. Problem ten zdołano rozwiązać do 1980 roku, kiedy rakieta SLV pomyślnie umieściła na orbicie satelitę Rohini.

### 1980–1990
W ślad za sukcesem rakiety SLV, ISRO rozpoczęła prace nad konstrukcją większej rakiety nośnej, która byłaby w stanie wynosić na orbity biegunowe satelity o rozmiarach umożliwiających ich większe praktyczne zastosowania. Podjęto wkrótce prace nad nową rakieta nośną Polar Satellite Launch Vehicle (PSLV). Rakieta łączyła zalety dotychczas używanych technologii ze stałym napędem, z nowymi silnikami na napęd ciekły. Jednocześnie ISRO zdecydowała o pracach nad mniejszą rakietą Augmented Satellite Launch Vehicle (ASLV), opartą na wcześniejszej SLV, która mogłaby służyć do testowania nowych technologii rozwijanych w ramach prac nad PSLV. Pierwsze testy ASLV przeprowadzone w 1987 roku zakończyły się niepowodzeniem, podobnie jak w 1988 roku. Mimo to prace nad ASLV okazały się bardzo przydatne.

### 1990–2000
Pierwszy pomyślny start rakiety nośnej ASLV odbył się w 1992 roku. Rakieta spełniła swoje zadanie. W 1993 roku miał odbyć się pierwszy start docelowej rakiety PLSV, jednak zakończył się on porażką. Pierwszy pomyślny start PSLV odbył się w 1994 roku. Odtąd rakieta nośna PSLV stała się prawdziwym koniem pociągowym indyjskiej astronautyki, umieszczając na orbitach zarówno satelity teledetekcyjne jak i komunikacyjne, tworząc największą w świecie sieć łącznościową, zarazem dostarczając cennych informacji dla indyjskiego przemysłu i rolnictwa. W późniejszym okresie rakieta była ciągle modernizowana.
Gdy Rosyjska Agencja Kosmiczna Glavkosmos zatrzymała transfer swych technologii do Indii, ISRO zrezygnowała z prac nad napędem ciekłym opartych na rosyjskich technologiach, kupując z Rosji gotowe silniki, a równocześnie podjęła własne prace nad podobnymi silnikami. Silniki te zastosowano w rakietach nośnych GSLV-II.

### 2000–2010
Pierwszy start rakiety nośnej Geosynchronous Satellite Launch Vehicle (GLSV) – najpotężniejszej wówczas indyjskiej rakiety – odbył się w 2001 roku. Indyjskie silniki na napęd ciekły dla górnego stopnia GSLV przetestowano w 2007 roku. ISRO analizując efektywność rakiety GSLV dla swoich potrzeb w pierwszej dekadzie XXI w., postanowiła skonstruować nową, większą rakietę nośną Geosynchronous Satellite Launch Vehicle Mk III (GSLV-III). Koncepcja tej rakiety nie nawiązuje do poprzednich GSLV-I/II, lecz opiera się na konstrukcji z głównym stopniem na napęd ciekły oraz dwoma silnikami pomocniczymi na paliwo stałe. Przypomina pod tym względem Ariane 5 i inne współczesne rakiety. Będzie w stanie wynieść na orbitę ładunek odpowiadający masą kapsule załogowej. Pierwszy start przewidziany był na 2009 roku, jednak uległ on znacznemu opóźnieniu. Ostatecznie pierwszy suborbitalny testowy lot tej rakiety odbył się w 2014 roku, a kolejny – orbitalny – w 2017 roku.
Projekt Avatar RLV ma na celu skonstruowanie rakiety nośnej wielokrotnego użytku (reusable launch vehicle - RLV). Ma ona stanowić niskokosztowy system służący umieszczaniu na orbicie niewielkich satelitów, wykorzystywanych również komercyjnie. Zmniejszony demonstrator miał startować w 2008 roku. ISRO już obecnie ma swoje miejsce na rynku wynoszenia ładunków na orbitę. M.in. umieszczono na orbicie izraelskiego satelitę szpiegowskiego TecSAR, również izraelskiego Tauvex-II i małego indonezyjskiego CARTOSAT-2.
W listopadzie 2007 roku ISRO pomyślnie przetestowała w swoim ośrodku w Mahendragiri własny silnik na paliwo ciekłe, który będzie stosowany w górnym stopniu rakiety GSLV. Próby w locie miały odbyć się w 2008 roku.
22 października 2008 roku Indie pomyślnie wyniosły w kosmos swój pierwszy bezzałogowy próbnik Księżyca Chandrayaan-1, za pomocą rakiety PSLV. Próbnik został umieszczony na orbicie wokółksiężycowej, skąd prowadzi bardzo szczegółowe badania powierzchni Księżyca, przede wszystkim pod kątem zbadania jego zasobów. Na mocy porozumienia z NASA, w próbniku zostały zainstalowane również amerykańskie urządzenia pomiarowe.

### Po roku 2010
5 listopada 2013 roku wystartowała sonda Mars Orbiter Mission – pierwsza indyjska misja międzyplanetarna. 24 września 2014 roku osiągnęła orbitę Marsa, zaś Indie stały się pierwszym państwem w historii, które umieściło statek na orbicie Marsa w pierwszej próbie.
18 grudnia 2014 odbył się pierwszy testowy lot suborbitalny rakiety GSLV Mark III zakończony powodzeniem. Górny człon rakiety zamiast paliwa wypełniony był ciekłym azotem, natomiast ładunkiem był prototyp kapsuły załogowej (CARE), który wykonał udaną próbę ponownego wejścia w atmosferę i wodowania na powierzchni oceanu.
28 września 2015 roku na orbitę wyniesiono ASTROSAT – pierwsze indyjskie obserwatorium kosmiczne.
Pierwszy lot orbitalny GSLV Mk3 odbył się 5 czerwca 2017, rakieta wyniosła na orbitę indyjskiego satelitę telekomunikacyjnego GSAT-19E.

## Zamierzenia
ISRO planuje realizację drugiej automatycznej misji księżycowej, nazwanej Chandrayaan-2. Częścią misji ma być lądowanie na Księżycu w 2018 roku automatycznego pojazdu. W 2007 roku podpisano porozumienie w sprawie tej misji z Rosyjską Agencją Kosmiczną, według którego ISRO przejęło odpowiedzialność przede wszystkim za orbiter, zaś Roskosmos za lądownik i pojazd. Znaczne opóźnienia strony rosyjskiej doprowadziły do zerwania współpracy i podjęcia przez Indie decyzji o przeprowadzeniu misji samodzielnie.
ISRO również planuje podjęcie w przyszłej dekadzie załogowej eksploracji kosmosu. Niektóre niezbędne technologie są już rozwijane. Planowane są również badania Słońca; są już zaawansowane prace projektowe sondy Aditya do badań korony słonecznej.
ISRO będzie wynosić na orbitę europejskie i rosyjskie satelity różnych programów, m.in. Agile i GLONASS - serię satelitów nawigacyjnych. W grudniu 2005 roku, podczas dorocznego spotkania indyjsko-rosyjskiego w Moskwie, podpisano porozumienia o wspólnych pracach nad serią GLONASS-K, która będzie wynoszona indyjskimi rakietami. ISRO planuje też wyniesienie w ciągu kilku najbliższych lat obiektów RISAT, ASTROSAT, oraz serii OCEANSAT, INSAT, CARTOSAT i GSAT. Zaawansowany technologicznie satelita obserwacji Ziemi CARTOSAT-3 będzie mógł dokonywać obserwacji z rozdzielczością 0,30 m.

### Misje załogowe
Temat samodzielnego kosmicznego programu załogowego zaistniał w 2006 roku w formie propozycji zaprojektowania i wyniesienia na orbitę indyjskiego załogowego pojazdu kosmicznego - dwuosobowej kapsuły - do 2015 roku. Rakietą nośną byłby następca Geosynchronous Satellite Launch Vehicle (GSLV-Mk II). Pierwszym krokiem w tym kierunku było wyniesienie na orbitę 600-kg kapsuły Space Capsule Recovery Experiment (SRE) rakietą Polar Satellite Launch Vehicle (PSLV), i bezpieczne sprowadzenie jej na Ziemię po 12-dniowym locie. W ten sposób wykazano umiejętność opracowania materiałów żaroodpornych, niezbędnych do powrotu kapsuły na Ziemię.
ISRO planuje przeprowadzenie pierwszego lotu załogowego w 2021 roku. Wcześniej, w 2013 r. miał się odbyć lot dwóch hinduskich astronautów na rosyjskim Sojuzie, został on jednak anulowany z powodów finansowych.

### Misja słoneczna "Aditya"
ISRO pracuje nad koncepcją misji Aditya. W 2008 roku ogłoszono, że misja została zaaprobowana.

### Obserwacje Ziemi, projekt "Bhuvan"
ISRO zamierza w ramach tego projektu wykonać mapy całej Ziemi, które będą dostępne publicznie stanowiąc konkurencję dla Google Earth.

Indyjskie rakiety nośne. Od lewej: SLV, ASLV, PSLV, GSLV, GSLV-III

## Rakiety nośne

### Rakiety sondujące
- RH-75 – wycofana w 1968 roku.
- RH-125 – wycofana w 1971 roku.
- RH-200 – czynna.
- RH-300 – czynna.
- RH-300 Mk II – wycofana w 1998 roku.
- RH-560 – wycofana w 1993 roku.

### Dawniejsze rakiety nośne
- Satellite Launch Vehicle (SLV) – czterostopniowa rakieta nośna, wszystkie stopnie na paliwo stałe. SLV mogła umieścić na niskiej orbicie ładunek 40 kg. Była używana głównie do wynoszenia eksperymentalnych satelitów Rohini.
- Augmented Satellite Launch Vehicle (ASLV) – była rozwinięciem rakiety SLV-3. pięciostopniowa rakieta nośna (układ czterostopniowy z piątym członem silnikowym tzw. zerowym), wszystkie stopnie na paliwo stałe. ASLV mogła umieścić na LEO ładunek o masie do 150 kg. Próby w locie przeprowadzono w 1986 roku. Masa startowa rakiety 40 ton, wysokość 23,5 m, maksymalna średnica 1 m[8]. Była używana głównie do wynoszenia satelitów Stretched Rohini Satellite Series (SROSS).

### Obecne rakiety nośne
- Polar Satellite Launch Vehicle (PSLV) – czterostopniowa rakieta nośna ze stopniami na stałe jak i ciekłe paliwo. PSLV może umieścić na orbicie polarnej ładunek 1600 kg. Jest używana przez ISRO do wynoszenia satelitów małej i średniej wielkości.
- Geosynchronous Satellite Launch Vehicle Mark I/II (GSLV-I/II) – trójstopniowa rakieta nośna ze stopniami na stałe jak i ciekłe paliwo. GSLV może umieścić na orbicie geostacjonarnej ładunek 2200 kg. Jest używana do wynoszenia satelitów średniej wielkości.
- Geosynchronous Satellite Launch Vehicle Mark III (GSLV-III) – trójstopniowa rakieta nośna ze stopniami na stałe jak i ciekłe paliwo. GSLV-III może umieścić na orbicie geostacjonarnej ładunek 5 t. Jest używana do wynoszenia satelitów średniej i dużej wielkości, a w przyszłości także do wynoszenia misji załogowych.

### Planowane rakiety nośne
- Reusable Launch Vehicle (RLV) – mała zdalnie pilotowana rakieta z silnikiem strumieniowym, zwana Avatar. RLV będzie mogła umieszczać na niskiej orbicie małe satelity. Będzie to rakieta wielokrotnego użytku, zdolną do wykonania przynajmniej stu startów, co zmniejszy koszty umieszczania satelitów na orbicie.
- ISRO Orbital Vehicle

## Kosmodromy
ISRO obsługuje trzy kosmodromy: 
- Sriharikota (SRLS) / Centrum Kosmiczne Satish Dhawan (SHAR),
- Thumba (TERLS) / Centrum Kosmiczne Vikram Sarabhai (VSSC),
- Balasore (BRLS).

Shriharikota jest używana do startów wielostopniowych rakiet i wynoszenia satelitów. Kosmodrom dysponuje dwoma wyrzutniami, co umożliwia przeprowadzanie do sześciu startów rocznie. Pozostałe dwa kosmodromy są wykorzystywane do rakiet sondujących i małych rakiet jednostopniowych.

## Szefowie ISRO
- 1963-1972: Vikram Sarabhai
- 1972: Kumar Menon
- 1972-1984: Satish Dhawan
- 1984-1994: Udupi Rao
- 1994-2003: Krishnaswamy Kasturirangan
- 2003-2009: Madhavan Nair
- 2009-2014: Koppillil Radhakrishnan
- 2015: Shailesh Nayak - dyrektor tymczasowy
- 2015: Kiran Kumar